# 比弗艾蘭鎮區 (北卡羅萊納州斯托克斯縣)
比弗艾蘭鎮區（英語：Beaver Island Township）是位於美國北卡羅萊納州斯托克斯縣的一個鎮區。

## 地方資料
比弗艾蘭鎮區的面積為123.28平方千米，皆為陸地。根據2020年美國人口普查的數據，當地共有人口2971人，而人口密度為每平方千米24.1人。